# أدريان تاكر
أدريان تاكر (بالإنجليزية: Adrian Tucker)‏ (26 سبتمبر 1976 في المملكة المتحدة - ) هو مدرب كرة قدم ولاعب كرة قدم بريطاني في مركز حراسة المرمى. لعب مع نادي توركي يونايتد ونادي تون بينتري ونادي جامعة كارديف ميتروبوليتان ونادي ميرثير تيدفيل ‏ وCardiff Grange Harlequins A.F.C. ‏ وEbbw Vale F.C. ‏ وPort Talbot Town F.C. ‏ وCarmarthen Town A.F.C. ‏.

## وصلات خارجية
- أدريان تاكر على موقع قاعدة بيانات كرة القدم.إي يو (الإنجليزية)